# Guerre de Lyttos

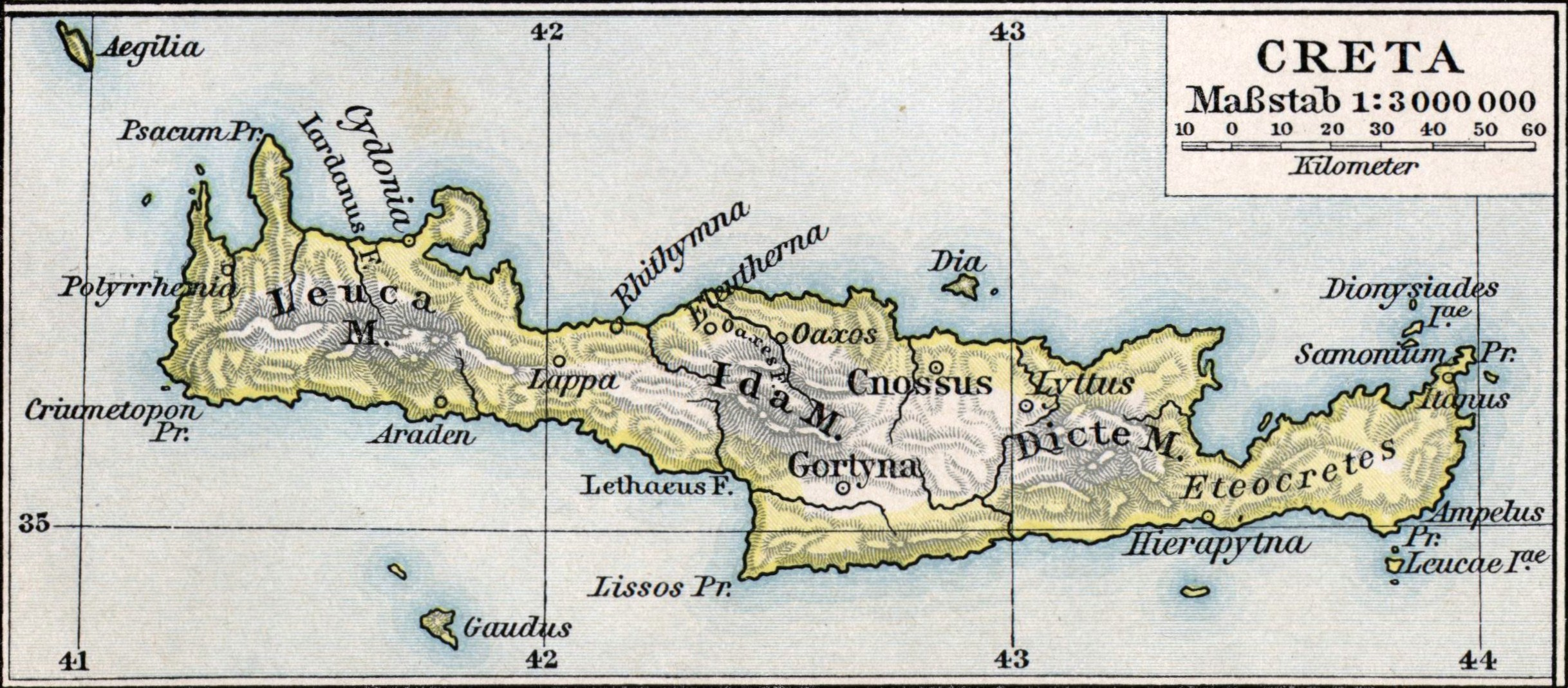
Carte de l'Île de Crète dans l'Antiquité

La guerre de Lyttos est un conflit opposant principalement les cités crétoises de Knossos et de Gortyne à Lyttos en -220 pour le contrôle de l'île.
Au cours des siècles précédents, les cités de Knossos et de Gortyne avaient lutté pour s'assurer la suprématie de l'île. Vers la fin du IIIe siècle av. J.-C., les deux cités décident de s'allier afin de s'assurer du contrôle de la Crète. Knossos profita d'une querelle au sein de la population de Gortyne pour obtenir cette alliance. En effet, au sein même de Gortyne, une guerre civile éclate entre ennemis et partisans de Knossos. Ce sont finalement ces derniers qui l'emportent.
D'autres cités s'opposèrent à la politique de Knossos, parmi elles Lappa, Polyrrinia ou Lyttos. La peur de voir se soulever davantage de cités crétoises force Knossos et Gortyne à intervenir militairement qui décident de punir Lyttos.
Knossos reçut l'aide d'un millier de mercenaires en provenance d'Étolie, menés par Philopœmène. Profitant de l'absence des hommes de Lyttos, partis en campagne à Hierapytna, les assaillants mirent le feu à la cité et emmenèrent femmes et enfants comme prisonniers à Knossos. À leur retour dans leur cité, les hommes de Lyttos décidèrent de quitter la ville et de s'installer à Lappa d'où ils continuèrent leur combat.
Les cités de Lappa et Polyrrinia demandèrent alors l'intervention de Philippe V de Macédoine. Philippe fait envoyer 500 hommes, rejoints par 200 soldats achéens du Péloponnèse. Eleftherna, Aptera et Kydonia se désunissent de Knossos et rejoignent le camp de Lappa et Polyrrinia. Philippe V de Macédoine réussit alors à prendre le contrôle de la partie occidentale de l'île qui devient un protectorat macédonien en -216.